# John Harper (pastor)
John Harper (29. května 1872 Houston, Renfrewshire – 15. dubna 1912 RMS Titanic, severní Atlantik) byl skotský baptistický pastor, který zahynul při potopení lodi RMS Titanic v severním Atlantiku.

## Raný život
Narodil se v roce 1872 ve vesnici Houston v hrabství Renfrewshire ve Skotsku. Ve 14 letech osobně přijal křesťanskou víru svých rodičů a v 18 letech začal kázat. V rané dospělosti se živil manuální prací ve továrně, dokud se o jeho kázání nedozvěděl baptistický pastor E. A. Carter z Baptist Pioneer Mission v Londýně a nepřevelel ho do služby ve skotském Govanu.

## Baptistický sbor Paisley Road
V roce 1897 se stal prvním pastorem baptistického sboru Paisley Road Baptist Church ve skotském Glasgow. Pod jeho vedením se sbor rychle rozrostl z 25 členů na více než 500 a brzy se přestěhoval na nové místo na Plantation Street. V roce 1923 se sbor přesunul do současné budovy na Craigiehall Street a na jeho počest byl přejmenován na Harper Memorial Baptist Church.

## Titanic: poslední kázání a smrt
V době katastrofy Titanicu mu bylo 39 let, byl vdovcem s šestiletou dcerou Annie Jessie (Nana) a pastorem baptistického kostela na Walworth Road Baptist Church v Londýně. Cestoval se svou dcerou a sestrou Jessie W. Leitchovou do Chicaga, aby zde několik týdnů kázal v kostele Moody Church, kde byl na podzim předchozího roku hostujícím kazatelem. Loď v noci 14. dubna 1912 narazila na ledovec a potopila se. Jeho dcera a neteř se dostaly na záchranný člun a přežily, avšak Harper zůstal a skočil do vody, když se loď začala potápět. Někteří z těch, kteří přežili, vyprávěli, že Harper kázal evangelium až do konce (zejména Sk 16:31), nejprve na palubě potápějící se lodi a poté i těm, kteří se nacházeli v ledové vodě, než v ní sám zahynul.

## Odkaz
Příběh Johna Harpera na palubě Titanicu je popsán v knize The Titanic's Last Hero, kterou v roce 1988 vydal Moody Adams. Příběh knihy je založen na svědectvích zveřejněných ve Skotsku v roce 1912.
V březnu 2011 vydalo nakladatelství Christian Focus Publications dětskou verzi posledních dnů Johna Harpera na palubě Titanicu s názvem „Titanic - Ship of Dreams - John Harper“, kterou napsal Robert Plant.
Jeho kostel Paisley Road West Church v Glasgow se přestěhoval do nové budovy a na jeho počest byl přejmenován na Harper Memorial Church.